# Crassicauda
Crassicauda is een geslacht van rondwormen (Nematoda) uit de familie van de Tetrameridae.
De wetenschappelijke naam van het geslacht is voor het eerst geldig gepubliceerd in 1914 door R.T. Leiper en E.L. Atkinson.
Deze rondwormen zijn parasieten van walvisachtigen (Cetacea). Ze leven vooral in het urinewegstelsel en de genitaliën van hun gastheer. Crassicauda crassicauda is gevonden in de blauwe vinvis en de gewone vinvis; Crassicauda boopis in de bultrug. Crassicauda bennetti werd aangetroffen in de nieren van een butskop (Hyperoodon); Crassicauda giliakiana in de nieren van de witte dolfijn en Crassicauda anthonyi in de nieren van de spitssnuitdolfijn van True (Mesoplodon mirus).

## Soorten
- Crassicauda anthonyi Chabaud, 1962
- Crassicauda bennetti Spaul, 1926
- Crassicauda boopis Baylis, 1920
- Crassicauda carbonelli Raga & Balbuena, 1992[5]
- Crassicauda crassicauda (Creplin, 1829)
- Crassicauda giliakiana Skrjabin & Andreeva, 1934
- Crassicauda grampicola Johnston & Mawson, 1941
- Crassicauda magna Johnston & Mawson, 1939